# 廖禎祥
廖禎祥，台灣雲林縣人，官僚、政治人物，中國國民黨籍。曾於1964年至1973年間擔任第五及第六屆雲林縣縣長。

## 生平
廖禎祥父親廖裕紛為虎尾郡當地望族，廖禎祥為廖裕紛為四子。岳父為前彰化縣長陳錫卿。廖禎祥畢業於臺灣大學政治系。公務人員考試高考及格後，後任臺灣省政府民政廳檢核室主任、文書科長等職。
1964年，時年三十五歲的廖禎祥獲國民黨提名競選第五屆雲林縣長選舉，當時被視為大爆冷門。由於廖禎祥自大學畢業後一直在外地工作，雲林縣選民大多對他陌生。:210地方上也出現對廖禎祥不服的實力派人物，有「五虎將」之稱的王吟貴、張春盛、吳興旺、蕭茂霖（此四人皆曾擔任過雲林縣議會議長）與時任縣長林金生的機要秘書林恆生組成聯合陣線，共推林恆生為盟主，出馬與廖禎祥一決雌雄。:211外界分析如果林恆生違紀參選，則第五屆縣長選舉應有七成把握。:214
然而「五虎將」的違紀如成事實，不僅廖禎祥面臨四面楚歌，國民黨雲林縣黨部也下不了台。最終在有關單位協調下，以林恆生退出競選，廖禎祥父親廖裕紛捐出新臺幣一百萬元作為獎學金，表示廖家對地方服務的誠意作為公開條件。此舉雖有「搓圓仔湯」之嫌，最終廖禎祥仍在一人參選下，順利當選第五屆雲林縣長。:211-212
廖禎祥上任後，在岳父陳錫卿臂膀下，網羅不少人才，組成智囊團。並在縣預算中編列一千餘萬經費，向臺灣銀行貸款一千七百萬，使縣內五百多公里的主要交通幹線舖上柏油。任內並完成興建土庫大橋，與台灣省政府省主席黃杰共同在1967年8月22日開通日剪綵。
在開發新社區方面，廖禎祥亦列為重點施政。親自參與規劃和實地考核，被視為成績斐然，曾獲得「社區縣長」美譽。
1968年第六屆雲林縣長選舉中，廖禎祥成功連任。
縣長卸任後，廖禎祥出任臺灣省政府副秘書長。

## 家族
- 廖禎祥之父廖裕紛，明治三十一年（1898年）出生於今二崙鄉，東京簿記學校畢業。大正十二年（1923年）出任虎尾庄會計役、十三年（1924年）出任二崙庄助役，昭和十年（1935年）任臺南州會議員。[3]戰後曾任虎尾區署建設課長、臺灣臨時省議會議員。
- 廖禎祥之妻陳雪芳，為前彰化縣長陳錫卿之女。

## 外部連結
- 雲林兩座大橋通車 （页面存档备份，存于），典藏台灣。59秒處中剪綵者為台灣省政府省主席黃杰，廖禎祥為黃杰左側拍手者。
- 廖禎祥與林恆生縣長交接 （页面存档备份，存于），國家文化記憶庫。

| 中華民國政府職務 | 中華民國政府職務                                 | 中華民國政府職務 |
| ---------------- | ------------------------------------------------ | ---------------- |
| 雲林縣政府       |                                                  |                  |
| 前任： 林金生    | 雲林縣縣長 第五、六屆 1964年6月2日－1973年2月1日 | 繼任： 林恆生    |